# Емил Близнаков
Емил Георгиев Близнаков е американски и български учен микробиолог, български лекар.

## Биография
Роден е на 28 юли 1926 година в село Камен (днес в общ. Стражица, обл. В. Търново). Неговият баща д-р Георги Близнаков, роден в с. Илаков рът, общ. Елена, е бил известен лекар, рентгенолог и акушеро-гинеколог. Майка му Параскева Радославова Близнакова, родена в гр. Котел в многолюдно семейство, е била детска учителка.
Емил е единственото дете на семейството. Основното си образование получава в родното си село, а след преместване на семейството в Горна Оряховица там завършва гимназия. С голямо желание Емил решава да продължи професията на баща си и записва медицина в Софийския университет. След завършване на образованието си през 1953 г. д-р Емил Близнаков специализира медицинска микробиология, имунология и обществено здраве.
До 1955 г. работи в ХЕИ, Пирдоп, а до 1959 г. е научен сътрудник микробиолог в Института по епидемиология и микробиология в София, както и гостуващ учен в Научния институт „Гамалея“ по епидемиология и микробиология, Академия на медицинските науки, Москва, СССР. През 1960 г. през Франция и Канада д-р Близнаков емигрира в САЩ заедно със съпругата си арх. Милка Близнакова. Вече в САЩ се развежда със съпругата си, която работи става професор по архитектура и е основателка на „Международно списание на жените архитекти“. След емигрирането си той е разследван от българската служба „Държавна сигурност“. Осъден е задочно от съда на 2 години затвор и конфискация на цялото му имущество, включително апартамента на ул. „Цар Иван Шишман“ 18 в София.
По време на своята трудова дейност в САЩ д-р Близнаков за повече от 40 години придобива опит в провеждане, ръководство и управление на изследвания в различни области на биомедицината, включително проекти, които свършват като клинични опити фаза I и II. Те са включени в университети, фармацевтични и химически компании, болници и държавни агенции, включително в Агенцията по храните и лекарствата. Тези и допълнителни програми са подпомагани чрез субсидии.
Придобива обширен опит в скрининга на противоракови и противоинфекциозни вещества, включително предклинична и клинична токсикологична оценка. Директор е и/или старши изследовател при интердисциплинарни програми. Автор е на няколко книги, публикувани в САЩ, както и в Германия, Великобритания и други европейски страни. Неговата книга „The Miracle Nutrient Coenzym Q10“ е била бестселър през 1980-те години. Предстои нейното издаване в България. Има публикувани също много статии в професионални списания и няколко патента. До смъртта си е консултант по биомедицински изследвания на няколко компании във фармацевтичната индустрия и е считан за най-добре осведомения експерт по CoQ10.
Неговите изследвания, доказващи връзката между коензим Q10 и реактивността на имунната система при инфекции, неоплазия и остаряване, сега се приемат широко. Той е избран за член на кралското научно дружество за тропическа медицина (Великобритания) за неговите изследвания върху маларията; член е и на повече от дузина професионални асоциации, включително Американската медицинска асоциация, Американската федерация за клинични изследвания, Нюйоркската академия на науките и Международната асоциация за биомедицинска геронтология.
Доктор Близнаков не е имал друго семейство. Почива в съня си в началото на септември 2003 г. в своя дом в щата Флорида, САЩ.

## Научна дейност
- от 1953 от 1955 г.: директор, Регионален пункт за хигиена и епидемиология (ХЕИ), началник на районното здравеопазване, Пирдоп, България.
- от 1955 до 1959 г.: научен сътрудник микробиолог, Изследователски институт по епидемиология и микробиология, София, България.
- от 1958 до 1959 г.: гостуващ учен, Научен институт „Гамалея“ по епидемиология и микробиология, Академия на медицинските науки, Москва, СССР.
- от 1961 до 1981 г.: старши научен сътрудник и професор, Life Sciences, New England Institute, Ridgefield, CT.; едновременно: директор по човешките ресурси (1968 – 1974), вицепрезидент (1974 – 1976), президент (1976 – 1981).
- от 1981 до 1983 г.: изпълнителен директор по изследвания и развитие, Libra Research, Rockville, MD.
- от 1981 до 1988 г.: президент, научен директор и член на борда на управителния съвет, Lupus Research Institute, Rockville, MD и Ridgefield, CT.
- от 1988 до 2003 г.: консултант по биомедицински изследвания на промишлени, фармацевтични, издателски и държавни фирми в САЩ, Европа и Япония.

Лектор в областта на биомедицината, автор на книги по медицина и сътрудник на професионални списания, притежател на патенти в неговата научна област.

## Некролог
| „                                                         | С дълбока скръб съобщаваме за смъртта на д-р Емил Г. Близнаков в началото на септември 2003 г. в Pompano Beach, FL. Д-р Близнаков е получил докторска степен от Медицинската академия в София, България, специализирайки медицинска микробиология, имунология и обществено здраве. Той емигрира в САЩ през 1961 г., започвайки като старши изследовател в New England Institute, CT и стана негов президент в 1976 г. След това премина в Lupus Reasearch Foundation, Rockville, MD, като е негов президент от 1981 до 1988 г. Д-р Близнаков е привлечен от възможната роля на коензим Q10 за човешкото здраве в началото на своята кариера, особено по отношение на неговите свойства, повишаващи имунитета, и посвещава по-голяма част от живота си на изследването на коензим Q10. Той има много публикации и няколко книги, което му прави чест. Негова книга върху коензим Q10, публикувана в 1989 г. (Bantam), бе бестселър, който съдържа голямо изобилие от информация. Д-р Близнаков беше световно признат авторитет по коензим Q10. Ние с умиление ще го запомним като истински приятел, човек с голям интелект и чувство за хумор. Този, който го познава добре, силно ще почувства отсъствието му, а неговата смърт е голяма загуба за науката, особено в областта на коензим Q10. | “ |
| В памет на д-р Емил Близнаков от негови колеги и приятели | |   |